# Sean Ellis
Sean Ellis (nascut el 1970) és un director de cinema, escriptor, productor i fotògraf de moda britànic. És més conegut per les seves pel·lícules Cashback (2004), The Broken (2008), Metro Manila (2013), en tagalog, i Operació Anthropoid (2016).

## Carrera
El 2006, va ser nominat a un Premi Oscar a la categoria "Millor curtmetratge, imatge real" per la seva pel·lícula, Cashback. El llargmetratge es va produir més d'un any després que es completés el curtmetratge original de 2004. Després de la decisió del desembre de 2005 de continuar amb la funció, Ellis va completar el guió ampliat en set dies. Després d'aconseguir els compromisos del seu repartiment al març, va aconseguir finançament i la pel·lícula va entrar en producció al maig. Aquesta programació es va condensar molt segons els estàndards de cinema moderns.
La seva següent gran pel·lícula, The Broken, es va estrenar el 18 de gener de 2008 com a part del Festival de Cinema de Sundance. També va ser la primera opció a Horrorfest 2009 i el 2008 va participar al XLI Festival Internacional de Cinema Fantàstic de Catalunya, on va guanyar el premi a la millor fotografia.

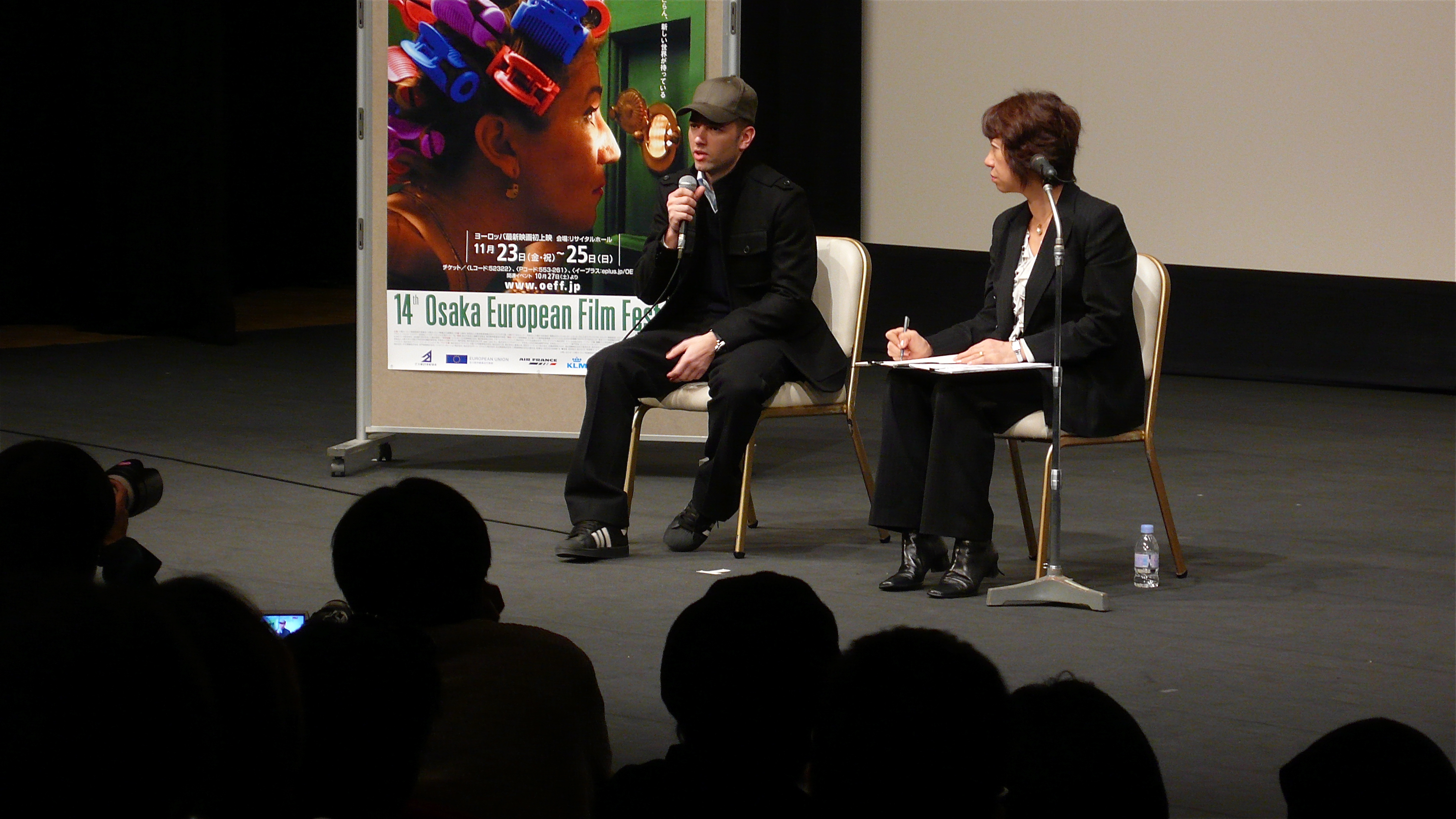
Ellis ((esquerra) al Festival de Cinema Europeu d'Osaka 2007

El 2011, va publicar el llibre de fotografia Kubrick the Dog, que va començar a compilar com una manera de fer front a la mort del seu gos per un limfoma caní.
Ellis resideix a Londres, Anglaterra.

## Premis
Metro Manila va guanyar tres trofeus als Premis British Independent Film 2013, amb la millor pel·lícula independent britànica i el millor director per a Sean Ellis< i el millor assoliment en producció.

## Filmografia
| Any  | Títol                                     | Notes |
| ---- | ----------------------------------------- | --- |
| 2001 | Left Turn                                 | N/D |
| 2004 | Cashback                                  | Nominada: Premis Oscar (Millor curtmetratte en imatge real) Guanyador:Bermuda International Film Festival (Millor llargmetratge narratiu) Guanyador: Festival del Curtmetratge Europeu de Brest (Gran Premi) Guanyador: Festival Internacional de Cinema de Chicago (Millor curtmetratge) Guanyat: Festival de Cinema de Tribeca (Millor curtmetratge narratiu) |
| 2005 | Selected Shorts#2: European Award Winners | N/D |
| 2008 | The Broken                                | Guanyadora: XLI Festival Internacional de Cinema Fantàstic de Catalunya (Millor fotografia) |
| 2008 | Voyage d'affaires (The Business Trip)     | Guanyador: Fuji Short Film Award (Millor curtmetratge) Nominat: Premis BAFTA (Millor producció) Nominat: Premis BAFTA (Millor curtmetratge) |
| 2013 | Metro Manila                              | Guanyador: Premis British Independent Film (Millor director) Guanyador: Premis British Independent Film (Millor pel·lícula britànica) Guanyador: Premis British Independent Film assoliment en producció) Nominada: Premis BAFTA (Millor pel·lícula internacional)                                                                                              |
| 2016 | Operació Anthropoid                       | Nominada: Premis Lleó Txec de 2016 (Millor pel·lícula) Nominada: Premis Lleó Txec de 2016 (Millor director) Nominada: Premis Lleó Txec de 2016 (fotografia) |
| 2021 | The Cursed                                | Nominada: Camerimage Golden Frog a la millor cinematografia Nominada: LIV Festival Internacional de Cinema Fantàstic de Catalunya (Millor pel·lícula) Nominada: Festival international du film fantastique de Gérardmer (Millor pel·lícula) |